# Jabari Bird
Jabari Carl Bird (Vallejo, California, 3 de julio de 1994) es un baloncestista estadounidense que actualmente es jugador de los Johor Southern Tigers de la MBL de Malasia. Con 1,98 metros de estatura, juega en la posición de escolta. 

## Trayectoria deportiva

### Instituto
Jugó durante su etapa de secundaria en el Salesian High School de Richmond, California, donde en su temporada sénior promedió 17,2 puntos, 6,8 rebotes y 2,6 asistencias por partido. Fue convocado para el prestigioso McDonald's All-American Game de 2013, partido en el que consiguió 9 puntos, 3 rebotes y 3 asistencias en 13 minutos de juego.

### Universidad

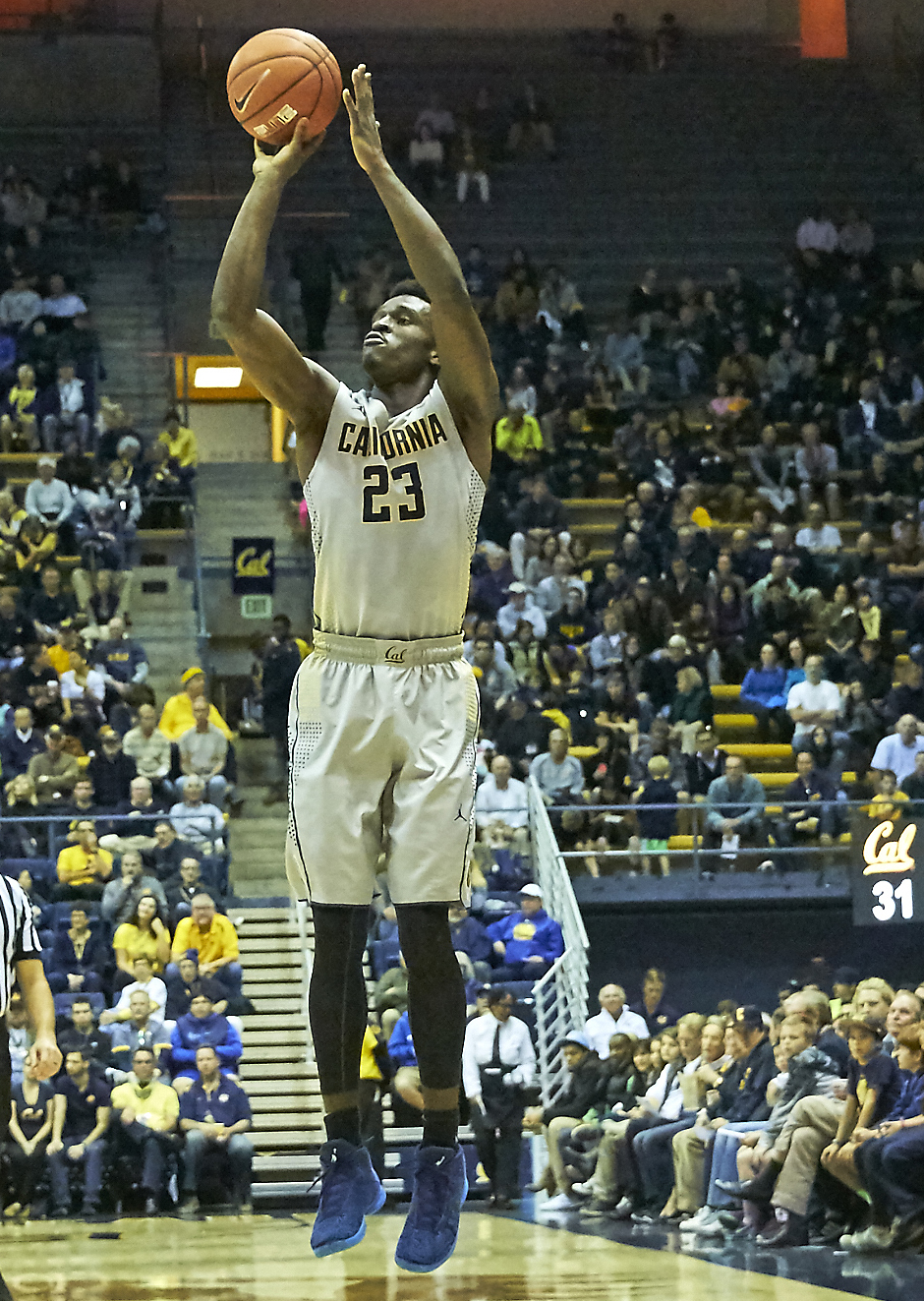
Bird con California en 2015.

Jugó cuatro temporadas con los Golden Bears de la Universidad de California en Berkeley, en las que promedió 10,8 puntos, 3,3 rebotes y 1,2 asistencias por partido. En uno de los últimos partidos de la temporada sénior, jugando ante Oregon sufrió una conmoción cerebral tras golpearse la cabeza contra el suelo.

#### Estadísticas
| Año     | Equipo     | PJ  | PT | MPP  | %TC  | %3P  | %TL  | RPP | APP | ROB | TPP | PPP  |
| ------- | ---------- | --- | -- | ---- | ---- | ---- | ---- | --- | --- | --- | --- | ---- |
| 2013–14 | California | 31  | 12 | 20.0 | .425 | .323 | .804 | 2.0 | 1.1 | .4  | .3  | 8.3  |
| 2014–15 | California | 23  | 21 | 28.2 | .438 | .369 | .765 | 3.3 | 1.7 | .5  | .4  | 10.5 |
| 2015–16 | California | 33  | 22 | 26.8 | .463 | .409 | .674 | 3.3 | .9  | .5  | .3  | 10.4 |
| 2016–17 | California | 27  | 25 | 32.0 | .439 | .363 | .764 | 4.7 | 1.0 | .7  | .2  | 14.3 |
| Total   | Total      | 114 | 80 | 26.4 | .442 | .370 | .753 | 3.3 | 1.2 | .5  | .3  | 10.8 |

### Profesional
Fue elegido en la quincuagésimo sexta posición del Draft de la NBA de 2017 por los Boston Celtics. El 15 de septiembre firma un contrato dual los Celtics, que le permite jugar también con el equipo afiliado de la G League, los Maine Red Claws. Debutó en el NBA con los Celtics, el 20 de octubre ante Philadelphia 76ers, disputando 13 minutos. Desde entonces fue alternando encuentros con el equipo filial, siendo nombrado Midseason All-NBA G League East Team, tras promediar 19,3 puntos por partido. El 6 de abril de 2018, anotó 15 puntos ante Chicago Bulls. Finalizó la temporada con trece encuentros disputados con el primer equipo, uno de ellos de titular.
El 26 de julio de 2018, renueva con los Celtics. Pero antes del inicio de la temporada y tras varios problemas con la justicia, hace público un comunicado diciendo:

"I'm taking some time away from the team as I deal with my legal and medical issues, I apologize to my family, the Celtics organization, my teammates, the fans and the NBA for the unnecessary distraction that I have caused. The information that has been released does not tell the full story. I do not condone violence against women. I am hopeful that in due time and process, I will be able to regain everyone's trust."
"Me estoy tomando un tiempo lejos del equipo mientras lidio con mis asuntos legales y médicos, me disculpo con mi familia, la organización de los Celtics, mis compañeros de equipo, los fans y la NBA por la distracción innecesaria que he causado. La información que se ha hecho pública no cuenta la historia completa. No apruebo la violencia contra las mujeres. Tengo la esperanza de que, con el tiempo y el proceso, podré recuperar la confianza de todos."

Por este motivo no llega a disputar ningún encuentro esa temporada, siendo traspasado el 7 de febrero de 2019 a Atlanta Hawks, y siendo cortado al día siguiente por los Hawks.
En febrero de 2023 firma por el Rayos de Hermosillo del CIBACOPA de México.
El 30 de noviembre de 2023 se une al equipo recién creado de la Liga de Baloncesto de Indonesia, Rajawali Medan.
El 26 de septiembre de 2024 fue contratado por el Magnolia Hotshots de la Philippine Basketball Association, pero el 15 de octubre el club lo remplazó en su puesto al contratar a Ricardo Ratliffe.
El 19 de diciembre de 2024 se anunció su contratación por parte de los Johor Southern Tigers de la Major Basketball League de Malasia.

## Estadísticas de su carrera en la NBA

### Temporada regular
| Año     | Equipo | PJ | PT | MPP | %TC  | %3P  | %TL  | RPP | APP | ROB | TPP | PPP |
| ------- | ------ | -- | -- | --- | ---- | ---- | ---- | --- | --- | --- | --- | --- |
| 2017-18 | Boston | 13 | 1  | 8.8 | .577 | .429 | .462 | 1.5 | .6  | .2  | .1  | 3.0 |
| Total   | Total  | 13 | 1  | 8.8 | .577 | .429 | .462 | 1.5 | .6  | .2  | .1  | 3.0 |

## Vida personal
Su padre, Carl, también jugó al baloncesto universitario en California, y fue elegido por Golden State Warriors en el puesto 86 del draft de la NBA de 1976, aunque nunca llegó a debutar.

### Problemas con la justicia
El 8 de septiembre de 2018, fue detenido y se enfrentó a cargos de violencia doméstica y secuestro. Fue puesto bajo vigilancia policial en un hospital, al igual que su presunta víctima. Antes de que ocurriera el incidente, se reveló que había sufrido problemas emocionales, incluyendo ataques de pánico. En ese momento fue acusado de asalto y agresión a un miembro de la familia, asalto y agresión con un arma peligrosa, secuestro y estrangulamiento o asfixia. A finales de enero, los fiscales añadieron intimidación de testigos y amenazas. Jabari se declaró inocente de todos los cargos. Durante el juicio, celebrado en marzo de 2019, Jabari admitió los hechos.